# El Mezquite Segundo
El Mezquite Segundo är en ort i Mexiko.   Den ligger i kommunen Zimapán och delstaten Hidalgo, i den sydöstra delen av landet, 150 km norr om huvudstaden Mexico City. El Mezquite Segundo ligger 2 024 meter över havet och antalet invånare är 121.
Terrängen runt El Mezquite Segundo är kuperad söderut, men norrut är den bergig. Runt El Mezquite Segundo är det ganska glesbefolkat, med 39 invånare per kvadratkilometer. Närmaste större samhälle är Zimapan, 8,1 km öster om El Mezquite Segundo. Omgivningarna runt El Mezquite Segundo är i huvudsak ett öppet busklandskap.